# Миронова, Лариса Владимировна
Лари́са Владимировна Миро́нова (род. 13 мая 1947 года, Устюжна Вологодской области) — прозаик, член Московской городской организации Союза писателей России с 1990 г.

## Биография
Родилась в Германии, отец служил в Советской Армии, мама была освобождена его частью из плена, рождение ребенка зарегистрировали уже по возвращении на Родину по месту жительства отца, в Устюжне.
Школу окончила в Белоруссии с золотой медалью. Имеет 5 высших образования (астрофизик, психолог, продюсер-режиссёр, литератор, философ). В 1965 году поступила в Московский государственный университет на Физический факультет (отделение астрономии). В1972 году окончила по специальности астрофизика. После окончания работала на Географическом факультете МГУ — занималась разработкой термолюминесцентного метода определения возраста геологических пород (Научный руководитель ак. К. К. Марков). В 1980 продолжила обучение на Факультете психологии. Окончила с отличием Высшие литературные курсы при Литинституте им. Горького и в 2006 году Высшие курсы работников телевидения (специальность продюсер-режиссёр).
В 2013 году защитила магистерскую диссертацию на философском факультете Французского университетского колледжа при МГУ.
Награждена медалями: памяти маршала Г. К. Жукова (за публикации в защиту ветеранов в 80-90 гг.), памятной медалью Гохрана (за цикл статей в об алмазно-золотых сделках начала 90-х годов прошлого века), памятными знаками и медалями Союза писателей России (в 2010 и 2014 гг.),  "литературной" медалью им. Грибоедова (2012), им. Лермонтова (2014).

## Литературная и научная деятельность
- Печататься начала с 1985 г. в «Московских новостях» в рубрике «Приоритет советской науки».
- Первую повесть «Детский дом» опубликована в 1987 году в журнале «Урал» В 1989 году повесть вышла отдельной книгой сразу в двух издательствах —"Современнике" и «Молодой гвардии». С этой повестью («Детский дом») была принята в Союз писателей СССР.
- За десять лет (1997—2006 гг.) опубликованы повести: «Мокоша на Евдокию», «Крыша», «Драма на Арканзасе», «Охота на красного зверя», «Бебиситер», «Уэлькаль-43», «Крепость Дунь Хуа», «Янтарная комната», «Заграница» (впечатления от поездки по странам Европы).
- В 1997 г. в журнале «Молодая гвардия» опубликована повесть «Новые палачи», написанная в конце 80-х и дающая системный анализ начавшейся в стране перестройки.
- В 2002 г. опубликована повесть «Арбатская голгофа», посвященная исследованию эволюции бюрократической системы.
- По материалам зарубежной поездки опубликовала книгу «Мертвая Америка» в «Молодой гвардии».
- В 2003 г. начала издание романов «авангарда нового века»: «Призрак любви» (первый из семи, написанных еще в советское время).
- В 2006 г. опубликована вторая книга романов «На арфах ангелы играли», в которую включены, кроме одноименного, также романы «Сердце крысы» и «Круговерть». Эту книгу можно назвать книгой-притчей, развёрнутыми метафорами являются и сами отдельные романы. Каждый из романов — это многоплановое исследование различных положений философии экзистенциализма.
- В 2007 году вышел роман «Машина тоже человек?»

Роман «Машина тоже человек?»(об искусственном интеллекте машин пятого поколения).Всего опубликовала до 2007 года более ста работ, из них —пять романов, три книги прозы, три коллективных сборника. Ещё две книги, завершающие «радужную» серию, готовятся к выходу в свет.
- Роман «Поединок со смертью» вышел в 2008 году, «одиссея» XXI века, путь к себе, возвращение.
- В конце 2012 года выходят три книги, (датированные уже 2013 годом): сборник стихов "Кто, коты и снова кот", а также авторские сборники на русско-французском языках - "Sagne bleu" и "Ce jour de silance".
- «Непотопляемая Атлантида» — две новеллы: «Тайны Языка и секретный ход истории» (лингвоанализ исторического процесса) и «Спектакль власти» (исполненное в жанре иронической прозы «разглядывание под лупой» политического процесса начала XXI-го века).
- В 2009 г. вышли книга «Детский дом и его обитатели» (второе издание «Детского дома», расширенное и дополненное.
- в 2009 г вышла также и книга «Голубая кровь» (авторский сборник: роман, повести, рассказы).
- В 2010 г. осуществлен «прорыв» на западном фронте — проза Мироновой впервые вышла за рубежом:
- В 2014-15 гг. выходят переводы с французского: поэзия Франсуа Вийона, "Илиада" и др.
- Активно печатается в периодических изданиях. Опубликовала более сотни статей, эссе, очерков, а также притчи, сказки и рассказы. Сейчас автором издано всего 29 книг. 10 книг Ларисы Мироновой представлено в онлайн библиотеке для бесплатного прочтения.

Кроме литературных произведений, имеет научные труды по теории гравитации и геофизике (опубликованы в 60-70-х гг. под фамилией мужа "Владимирова").

## Основные литературные произведения

### Книги
- «Детский дом» (Записки воспитателя): Повесть. — М.: «Молодая гвардия» и «Современник», 1989.
- «Сеятели хранители» (биографические очерки):Сб. в 2-х томах. — М.: «Современник», 1992. ISBN 5-270-01667-2 (т.1), ISBN 5-270-01668-0 (т.2)
- «Призрак любви», роман, М.: «Москва», 2003 г.
- «На арфах ангелы играли» (авторский сборник), три романа («На арфах ангелы играли», «Круговерть», «Сердце крысы») и  «Боксёр». — М.: «Современник», 2006.
- «Машина тоже человек?»: Роман. — М.: «Издатель И. В. Балабанов», 2007.
- «Поединок со смертью»: Роман. — М.:"Издатель И. В. Балабанов", 2008.
- «Непотопляемая Атлантида»: Роман с историей. — М.: «Издатель И. В. Балабанов», 2008
- «Детский дом и его обитатели», повесть, М.: «Издатель И. В. Балабанов», 2009
- «Голубая кровь», роман, М.: «Издатель И. В. Балабанов», 2009, ISBN 978-5-91563-005-4
- «Сердце крысы», 2-е издание, (в сборнике). «Русский стиль», Германия, 2010
- " Непотопляемая Атлантида - 2", роман с историей, М.: "Издатель И.В. Балабанов", 2011
- " Кто, Коты и снова Кот...", книга стихов, М.: издательство "ОБРАЗ", 2013
- "Голубая кровь"("Sagn bleu"), авторский сборник на рус.-фр. языках, М., "Издатель И.В. Балабанов", 2013. ISBN 978-5-91563-059-7
- "День тишины" ("Ce jour de silance"), авторский сборник на рус.-фр. языках, М. "Издатель И.В. Балабанов", 2013. ISBN 978-5-91563-058-0
- "День тишины 2"("Mille premier jour"), авторский сборник на рус-фр. языках, М. "Издатель И.В. Балабанов", 2014. ISBN 978-5-91563-057-3
- "Эмоции как энергия жизни", философское исследование, М. Изд-во ОБРАЗ, 2014. ISBN 978-5-906009-36-4
- "Ностальгия Франсуа Вийона", литературно-историческое исследование и переводы стихов, М., 2014. ISBN 978-5-906009-35-7
- "День тишины III", (авторский сборник), роман "Франсуа и Маргарита Наваррская" и др., М., 2015. ISBN 978-5-9905061-1-4
- "Роман о Розе" (перевод), роман и литературно-историческое исследование, М., 2015. ISBN 978-5-9905061-2-1
- "Гений и злодеи", роман о Караваджо и литературно-историческое исследование, М., 2015. ISBN 978-5-9905061-3-8
- "Илиада", (перевод), эпос Гомера и литературно-историческое исследование, М., 2015. ISBN 978-5-9905061-4-5
- "Антитолки-№", (перевод с комментиариями), эпос "Силльмарион" и литературно-историческое исследование, М., 2015 ISBN 978-5-9905061-5-2
- "Человек и мир ценностей", философское эссе. М., 2015 ISBN 978-5-9905061-6-9
- "Воля к жизни", повесть. Deutschland, Verlag Stella, 2015 ISBN 978-3-95772-035-1
- "Метрика человека", эссе, роман. М., Литературная республика, 2015 ISBN 978-5-7949-0483-3
- "Ответ Геродоту". роман с историей. М. 2017
- "Универсальное знание".  LAMBERT. Academic Pablishing, 2018
- "Взлом мозга без фанатизма".  LAMBERT. Academic Pablishing, 2018
- "Революция как возвращение".. LAMBERT. Academic Pabblishing. 2018
- "Глобализация: мир как цветущее многообразие наций". LAMBERT. Academic Pablishing.2018
- "Наши древности".  LAMBERT. Academic Pablishing. 2018
- "Геном: нити жизни".  LAMBERT. Academic Pablishing. 2018
- "Трансформация. Государство как платформа, Цифровая страна". (англ.) LAP. 2019
- "Се человек". (переведена на 7 европейских языков), LAP, 2019
- "Священные войны в Европе".(англ.) LAP, 2019
- “Научный бэкграунд К. Льюиса".(переведена на 7 европейских языков), JustFiction. 2019
- "Идеальная  женщина" (англ.)  JustFiction". 2020
- "Московский шарм" (англ.)  JustJiction. 2020
- "Не будите спящего бога"   JustFiktion。 2020
- "От Маккиавели до Пикетти". LAP。 2020
- “Алиса" (англ.)  JustFiktion. 2020
- "В поисках утраченного рая". 2021
- "Природа вирусной политики" LAP。 2021
- “Кольцо Розы Мира" JustFiction, Just Fiction。 2021
- "Магия любви"  LAP. 2021
- "Самосборка жизни" LAP. 2021
- "Koгнитивная лингвистика"  (переведена на 7 европейских языков) , LAP. 2021
- "Polystoria". (переведена на 7 европейских языков),  LAP. 2021
- " Эта загадочная русская душа". LAP. 2021-2022
- "Lilianna". JustFiction. 2021
- "Pregnant Planat"/ LAP, 2021-2022, ISBN 978-913-739071-9
- "Love and Death" / LAP,  2022, ISBN 978-613-9-42423-8
- "Stop, look around!" translate on engl / JustFiktion. 2022, ISBN 978613-9-42524-2
- "Психоэпика души" translate  on deuch/ 2023
- "Под защитой мозга. Мысли, Душа, Поведение"/ LAP, LAMBERT ACADEMIA PUBLISHING, 2023, ISBN 978-620-6-16407-4
- "Купанье красного коня", LAP, 2023 (рус.)
- "У вечности в плену", LAP. 2323 (на англ. яз.)
- "Новый ум короля в  тени разума..." LAP, 2024 (на англ. яз.)
- "Квантовая биология" LAP.  2024 (на анг. и рус. яз.)
- Альманах -  выпуски I, II. III, IV/ V JF, YAMing. 2023 - 2024 (на англ. и рус. яз)

### Повести, опубликованные в журналах
- «Детский дом», — ж. «Урал», № 6, 1987 г.
- «Василиса», — ж. «Необъявленный визит», 1993 г.
- «Мокоша на Евдокию», — «Русская провинция», № 1, 1998 г.
- «Крыша», — «Русская провинция», № 1, 1998 г.
- Бебиситер", «Русская провинция», № 3, 1999 г.
- «Охота на красного зверя»,- «Русская провинция», № 1,1999 г.
- «Новые палачи», — «Молодая гвардия», № 1,1999 г.
- "Мёртвая Америка" - "Молодая Гвардия", 1998-1999 гг.
- «Арбатская голгофа», — «Молодая гвардия», № 2, 2002 г.
- «Сердце крысы», 2-е издание, альманах «Русский стиль», Германия, 2010

## Рецензии
- На «Детский дом»
  - Рецензия критика Дениса Ковалёва https://lit-radar.ru/mironov или читать здесь: http://proza.ru/2025/08/12/1361 "Тонкая грань между любовью и метафизикой". \Один из самых ярких и многослойных фрагментов современной прозы\